# Arbeitserziehungslager Hirzenhain

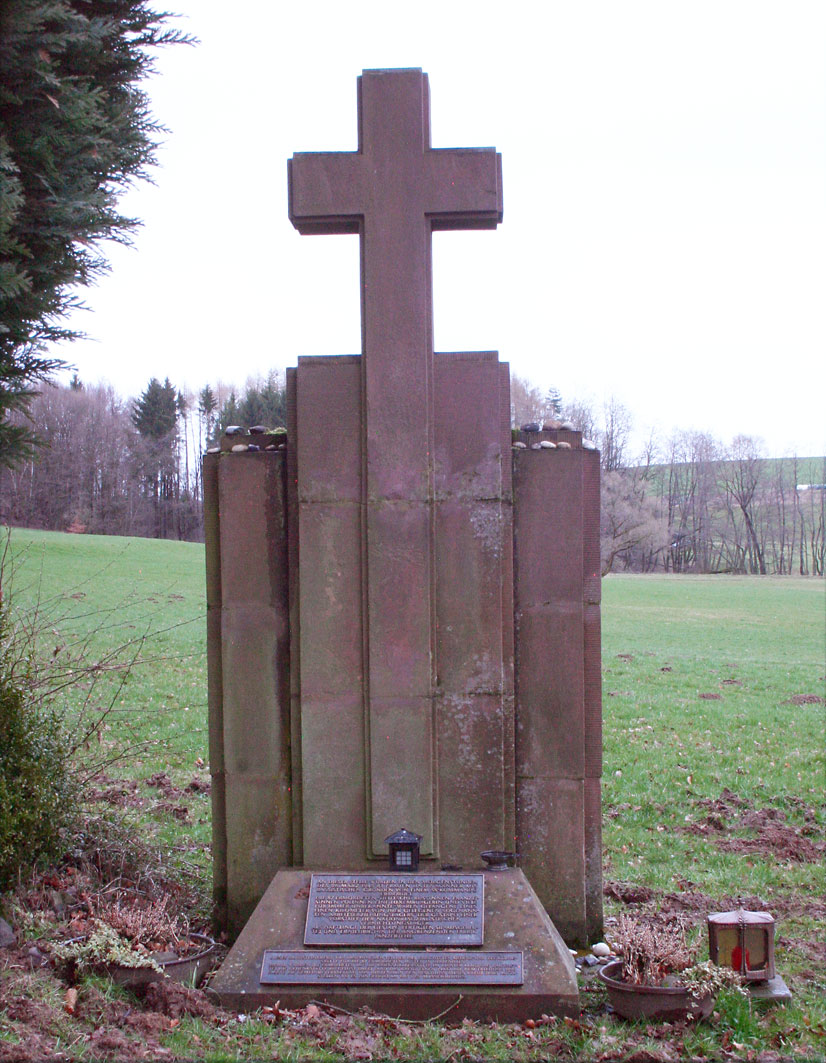
Gedenkstein am Ort des Massenmordes an 87 Gefangenen durch ein Kommando der SS

Das Arbeitserziehungslager (AEL) Hirzenhain, auch als Erweitertes Frauengefängnis geführt, war eine der Maßnahmen zur Beschaffung von Arbeitskräften in der letzten Phase des Zweiten Weltkrieges zwischen Mitte 1943 und Kriegsende 1945 für die Rüstungsindustrie der auf Kriegsökonomie ausgerichteten Deutschen Volkswirtschaft.
Das Arbeitserziehungslager Hirzenhain war eine Außenstelle des von der Frankfurter Gestapo betriebenen Arbeitserziehungslagers Heddernheim. Das Arbeitslager versorgte die Breuer-Werke GmbH, eine Gesellschaft der Buderus AG aus Wetzlar, mit Strafgefangenen und Zwangsarbeitern als Arbeitssklaven.

## Entstehung
Die damals 600 Einwohner zählende, dem Landkreis Büdingen angehörigen Gemeinde Hirzenhain liegt am Niddertal am Rande des Vogelsberges. Hirzenhain als Standort der Buderusschen Fabrikanlagen schien den Rüstungskommandos und Betriebsdirektoren der Breuer-Werke in Frankfurt-Höchst aufgrund seiner in einem engen Tal zwischen zwei bewaldeten Hügeln geschützten Lage und der vorhandenen Infrastruktur eine geeignete Ausweichstätte, um der ständigen Gefahr der Luftangriffe auf das Rhein-Main-Gebiet auszuweichen. Bis dato stellte das Werk eiserne Öfen und Badewannen her.
Ab 1. Juli 1943 verpachtete die Aktiengesellschaft Buderussche Eisenwerke, Wetzlar, den Standort Hirzenhain an die Höchster Breuer-Werke GmbH unter der neuen Firmierung Breuer-Werke G.m.b.H., Betriebsabteilung Hirzenhain. Alleiniger Gesellschafter der Breuer GmbH war die Buderus AG, Wetzlar. Der Unterzeichner seitens Buderus war 1943 der Vorsitzende des Vorstandes, Dr. jur. Heinrich Giesbert. Die Geschäftsführer der Breuer GmbH waren Ernst Scraback und Rudolf Weber.
Die vorhandenen Werksanlagen wurden grundlegend modernisiert und auf die besonderen Verhältnisse der Zwangsarbeit umgestellt. Das Werksgelände vergrößerte sich um die Barackenlager der Zwangsarbeiter. Die Einwohnerzahl Hirzenhains verdoppelte sich durch Breuer und Evakuierte so bis Kriegsende. Hinzu kamen hunderte Fremdarbeiter, Strafgefangene und Schutzhäftlinge.

## Rekrutierung der Zwangsarbeiter
Im Jahr 1942 wurde der nationalsozialistischen Führung Deutschlands zunehmend klar, dass der materialintensive Zweifrontenkrieg die weitere Erschließung von Produktionskapazitäten für die Rüstungsindustrie erforderte. Zu diesem Zweck wurden weite Teile der deutschen Volkswirtschaft unter staatlicher Führung und Aufsicht auf Kriegsökonomie umgestellt. Mit der Dauer des Krieges wurde es zunehmend schwierig, die im Kriegseinsatz befindlichen deutschen Männer in allen Bereichen der Wirtschaft zu ersetzen. Zu diesem Zweck griff der Staat auf Zwangsarbeiter vor allem aus der besetzten Sowjetunion sowie Teilen Polens zurück. Verantwortlich zeichnete das Reichsarbeitsministerium unter der Leitung des Generalbevollmächtigten für den Arbeitseinsatz (GBA) Fritz Sauckel. Zudem waren die Zwangsarbeiter für die Unternehmen billiger und der Staat konnte Einnahmen aus Verleihgebühren und „Ausländersonderabgaben“ erzielen, ein für beide Seiten vorteilhaftes Geschäft.
Die geplanten Produktionslinien der Breuer-Werke waren insbesondere für den ab 1942 in Serie gehenden Panzerkampfwagen VI Tiger vorgesehen und damit von besonderem staatlichen Interesse.
Die Sklavenarbeiter der Breuer-Werke in Hirzenhain wurden aus drei unterschiedlichen Quellen requiriert und in getrennten Lagerbereichen untergebracht, die sich nördlich an das Werk anschlossen.

### Rodgaulager für Kriegsgefangene ab 1943
Das Strafgefangenenlager Rodgau-Dieburg (Stammlager I) existierte seit 1938 und diente ausdrücklich zur Arbeitskraftverwertung von Strafgefangenen, die von Oberlandesgerichten deutscher Ostgebiete und den ins Deutsche Reich eingegliederten Teilen des besetzten Polens verurteilt und dem Generalstaatsanwalt in Darmstadt zugewiesen worden waren. Untergebracht waren dort nur außenarbeitsfähige Gefangene. Deren Zahl betrug Ende März 1942 2611 Häftlinge. Am 30. April 1942 fand in dem der Staatsanwaltschaft Darmstadt unterstehenden Lager eine Besprechung über die zukünftige Verwendung der Häftlinge in der Rüstungsproduktion statt. Im Dezember 1942 schlossen der Vorstand des Gefangenenlagers und die Breuer-Werke in Frankfurt-Höchst einen Vertrag über die Zurverfügungstellung von 320 weiblichen polnischen Strafgefangenen für deren Außenstelle in Hirzenhain ab. Die Polinnen waren in einem abgegrenzten und geschlossenen Barackenbereich untergebracht. Die Zahlen erhöhten sich weiter, so dass am 11. November 1943 239 und am 30. Oktober 1944 391 Gefangene im Lager Hirzenhain untergebracht waren.

### Lager für ausländische Zwangsarbeiter ab 1944
Im Arbeitseinsatz in den Breuer-Werken befanden sich ab 1944 auch viele Zwangsarbeiter, die aus ihrer Heimat als Ersatz für die im Krieg befindlichen deutschen Männer geworben oder verschleppt wurden. Im Gegensatz zu den anderen Arbeitern in den Lagern konnten die Zwangsarbeiter das Lager verlassen und sich vereinzelt in der Gemeinde Hirzenhain ein Zubrot verdienen. Das Lager wurde durch Breuer selbst betrieben. Im Januar 1944 kamen dort 236 Personen zum Einsatz, davon 181 russische und polnische Frauen. Bis 1944 war die Zahl der Zwangsarbeiter auf 467 angewachsen, davon 72 Polen, 382 Ostarbeiter, fünf Niederländer, 26 Flamen, ein Italiener, und vier Staatenlose. Im Januar 1945 war das Lager mit 938 Personen belegt, davon 564 Ostarbeiter, 166 Italiener, 127 Ukrainer, 53 Polen, 17 Belgier und zehn Niederländer.

### Arbeitserziehungslager für Frauen ab 1944
Das Arbeitserziehungslager für Frauen wurde im Sommer 1944 als eigenständiges Frauenarbeitserziehungslager eingerichtet und unterstand der Gestapo Frankfurt. Das Lager war für 250 bis 300 Frauen vorgesehen. Im Lager waren mehr als 100 polnische Frauen untergebracht, die nach Abgeltung ihrer Haftstrafe den Breuer-Werken als eingearbeitete Kräfte erhalten bleiben sollten. Arbeitserziehungslager Heddernheim

## Produktion
Die Breuer-Werke produzierten während ihres Bestehens in Hirzenhain
- Gussteile für mehr als ein Drittel aller im Deutschen Reich gefertigten Standard-Panzermotoren des Typs Maybach HL 230 für die Panzer „Panther“, „Tiger I“, „Tiger II“ u. a. Die Komponenten wurden versandt zu Maybach-Motorenbau, Friedrichshafen, und Auto Union AG, Chemnitz.
- Zylinderguss – Kurbelgehäuse, Zylinderköpfe, Saugrohre, Zylinderguss für den eigenen Motorenbau, u. a. für die Motoren der Tragkraftspritze TS 8
- Stromerzeugungsaggregate – für das Funkmess-Programm sowie die Panzertruppe und sog. „schnelle Truppen“,
- Sternpumpen – für hydraulische Steuerungen der Panzer „Panther“ und „Tiger“

## Massenmord an den Gefangenen 1945
Am 23. März 1945 standen Truppen der 3. US-Armee vor Wiesbaden und Mainz. Am 24. März erreichten sie Darmstadt und am 25. März die südlichen Stadtteile Frankfurts. Seit Anfang März wurden die Rückzugspläne für den sogenannten Alarmfall vorbereitet, nach denen sich der Befehlshaber der Sipo und des SD-Rheinland-Westmark in Wiesbaden, der SS-Oberführer und Oberst der Polizei, Hans Trummler, mit seinem 50–60 Personen umfassenden Stab in das Arbeitserziehungslager Hirzenhain zurückziehen sollten.
Ein 13 bis 16 Mann starkes Vorauskommando unter Befehl des SS-Hauptscharführers Emil Fritsch traf am 15. März im Lager Hirzenhain ein. Das Lager war zu diesem Zeitpunkt noch nicht geräumt. Am 19. März gab die vorgesetzte Dienststelle der Gestapo in Frankfurt am Main dem Lagerleiter, SS-Hauptsturmführer und Polizei-Inspektor Karl-Ludwig Weymar, den Befehl zur Teilräumung. Sogenannte leichte Fälle, insbesondere deutsche Frauen, wurden daraufhin entlassen. Die aufgrund eines Schutzhaftbefehls des Reichssicherheitshauptamtes für die Einweisung in ein KZ vorgesehenen Frauen wurden in einem Evakuierungsmarsch nach Harmerz bei Fulda verschleppt.
Am 22. März erhielt der Chef der Frankfurter Gestapo, Reinhard Breder, von SS-Oberführer Hans Trummler den Befehl, das Lager innerhalb von 24 Stunden zu räumen, damit er es mit seinem Stab belegen konnte. Trummlers Adjutant, SS-Hauptsturmführer und Kriminalkommissar Anton Wrede, reiste am 23. März abends in Hirzenhain an und übernahm das Kommando des ehemaligen Arbeitserziehungslagers.
In der Nacht vom 23. auf den 24. März wurden 49 weibliche Gestapo-Häftlinge aus Frankfurt mit der Bahn nach Hirzenhain transportiert, wo sie noch in der Nacht ankamen. Es handelte sich um namentlich bekannte Frauen im Alter von 20 bis 40 Jahren aus Polen, der Sowjetunion, Frankreich, Luxemburg und Deutschland. Während des Transportes flohen fünf der Frauen trotz der Aufsicht zweier Polizeibeamter. Das Lager war längst nicht mehr für die Aufnahme von Häftlingen vorgesehen, so dass es am Abend des 24. März zwischen Anton Wrede und dem vorübergehend anwesenden Reinhard Breder zu einer Entscheidung über den Verbleib der Neuankömmlinge und der noch im Lager befindlichen Frauen gekommen sein muss.
Am Nachmittag des 25. März wählten Wrede aus den 49 Frankfurter Häftlingen und die Lagerleitung des Gestapolagers nach Aktenlage aus den verbliebenen AEL-Häftlingen zwei Gruppen aus, die angeblich am nächsten Morgen dem Arbeitsamt Büdingen überstellt werden sollten. Am gleichen Nachmittag hob eine Gruppe männlicher Häftlinge unter Aufsicht der SS-Männer des Vorauskommandos etwa 800 m vom Lager entfernt eine Grube aus. Auf Nachfrage einer Aufseherin über die Größe der Grube erklärte SS-Hauptscharführer Fritsch: „Das wird ein Benzinlager.“ Auch den sonst von den Aufseherinnen begleiteten Entlassungstransport nach Büdingen werde er mit seinen Männern erledigen. Die Arbeiten blieben der Bevölkerung nicht verborgen.
Die zwei Gruppen, beginnend mit den Frauen aus dem Frankfurter Gestapolager und später, nach fünf Uhr, die aus dem Lager ausgewählten Häftlinge, vermutlich marschunfähige, wurden aus dem Lager von SS-Männern in Richtung Glashütten geführt. Die Gruppen warteten im Wald, während jeweils zwei Häftlinge aus dem Wald gezerrt und in die nachmittags eigens dafür ausgehobene Grube gestoßen wurden. Dort schossen Emil Fritsch und junge volksdeutsche SS-Männer mit Maschinenpistolen auf die Häftlinge. Wrede meldete später seinem Vorgesetzten Trummler bei dessen Eintreffen: „Die Angelegenheit mit den Russenweibern ist erledigt.“
Ermordet wurden 87 meist weibliche Häftlinge und Gefangene. Bis zu 2017 ist man von einem Zahlenverhältnis der Opfer von 81 Frauen und sechs Männern ausgegangen. Bei der Durchführung eines historischen Forschungsprojekts des Landesverbandes Hessen im Volksbund Deutsche Kriegsgräberfürsorge e. V. von 2017 zeigte sich in Umbettungsprotokollen jedoch eindeutig, dass tatsächlich 76 Frauen und elf Männer am 26. März 1945 ermordet worden waren. Dies erklärt die zum Teil unterschiedlichen Aussagen und Angaben in alten Gerichtsakten, Presseberichten, der historischen Literatur und auf Gedenktafeln.

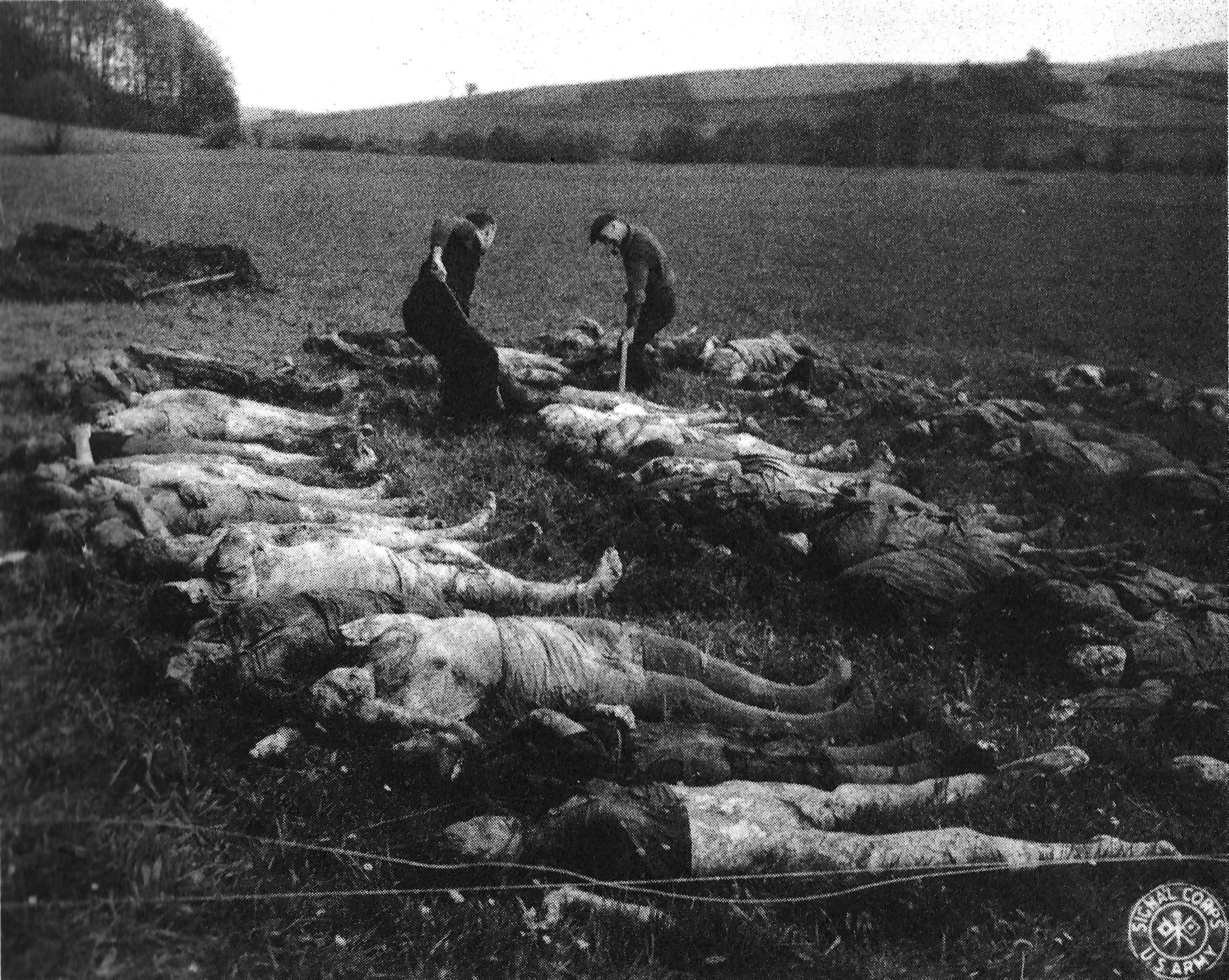
Öffnung des Grabes

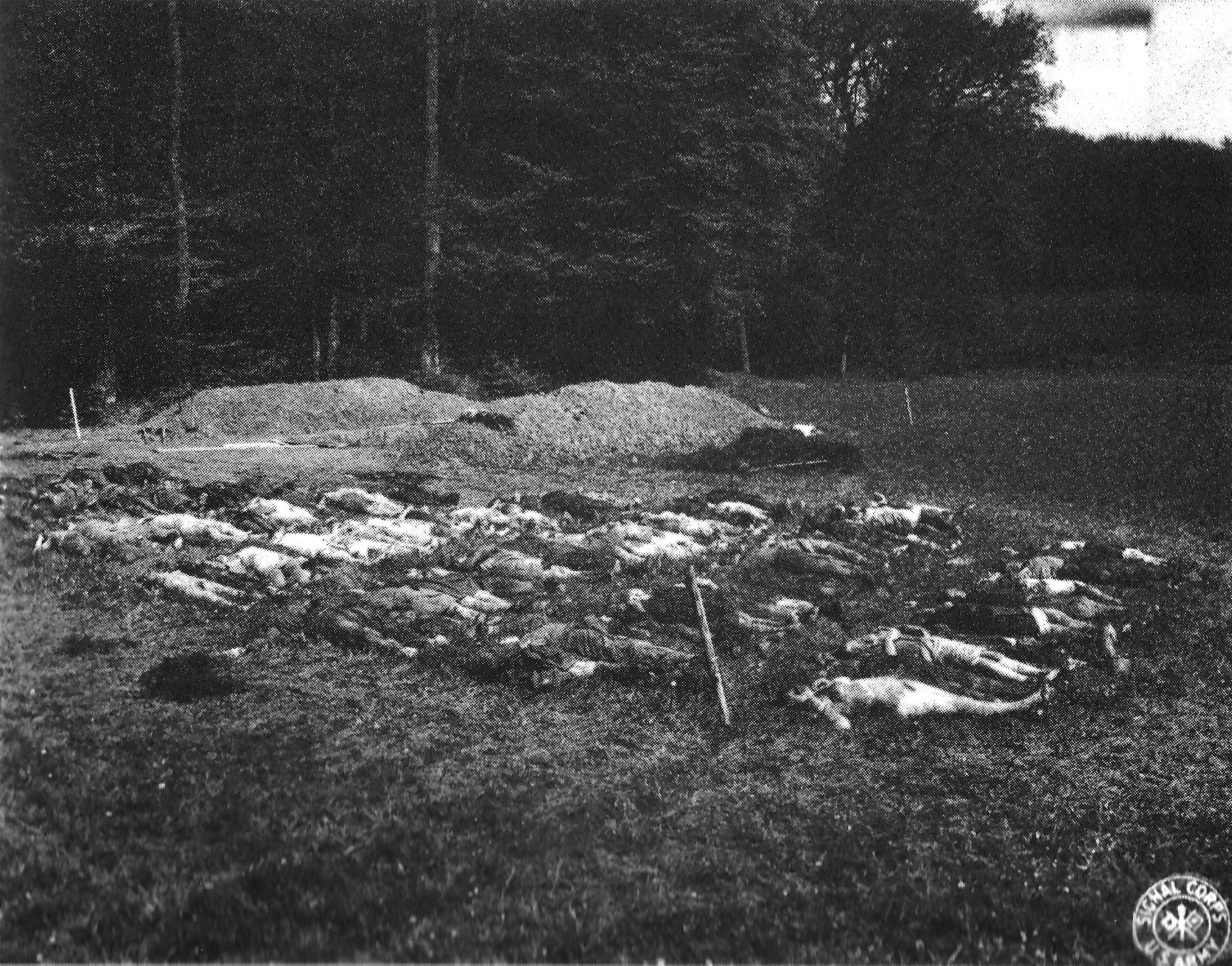
Geöffnetes Massengrab

## Prozess 1951
Auf Anordnung der amerikanischen Armee wurde das Massengrab in den ersten Tagen des Mai 1945 geöffnet. Die Aktion wurde vom „Signal Corps“ der US Army für eine geplante juristische Aufarbeitung in über 100 Fotografien dokumentiert. Anwohner berichteten auch von der Erstellung eines Films. Einige Bilder sind im „United States Holocaust Memorial Museum“ (USHMM) abrufbar.
Weiteres Material zum Hirzenhainer „War Crime 338 000-50-87“ befindet sich im Nationalarchiv der Vereinigten Staaten „National Archives and Records Administration“ (NARA); der Film ist verschollen.
Da keine amerikanischen Staatsbürger betroffen waren, schloss die ermittelnde War Crime Group (WCG) der 3. U.S. Army am 17. März 1948 den Fall Hirzenhain ab und übergab ihn an die Militärregierung in Hessen, die ihn danach an die Staatsanwaltschaft in Gießen weiterleitete.
Auf Betreiben und im privaten Auftrag der Luxemburger Familie Schmitz erfolgten durch den Duisburger Rechtsanwalt Dr. jur. Hans Niedner in den Nachkriegsjahren systematische Nachforschungen zum Verbleib und Schicksal der vermissten Emilie Schmitz. In diesem Zusammenhang wurde später nach dem damaligen Leiter des Hirzenhainer Wachkommandos, SS-Hauptscharführer Emil Fritsch, gefahndet, der 1949 in Berlin verhaftet wurde. Fritsch war 1944 auch zeitweise Mitglied der Belegschaft des Gestapo-Lagers Neue Bremm und entzog sich durch Untertauchen in Berlin einer Verfolgung im Rahmen der Rastatter Prozesse.
Nach umfangreichen Voruntersuchungen begann das Schwurgericht Gießen im Januar 1951 mit der Hauptverhandlung gegen Emil Fritsch und andere. Das Gericht tagte öffentlich in Gießen, Landsberg und in Hirzenhain im „Stollberger Hof“. Es wurden über 120 Zeugen geladen, darunter neben dem früheren Lagerpersonal auch die Mitglieder des Stabes von SS-Oberführer Trummler, u. a. sein Adjutant SS-Hauptsturmführer Anton Wrede und der Gerichtsoffizier SS-Hauptsturmführer Friedrich Merdsche. Andere Angeklagte waren der AEL-Lagerleiter, SS-Hauptsturmführer Karl-Ludwig Weymar, und die Oberaufseherin des Lagers, Barbara Holl. Entsprechend der 1951 gültigen Rechtsprechung konnte nur Emil Fritsch persönlich eine direkte Beteiligung an den Morden nachgewiesen werden, alle anderen gingen aus dem Verfahren unbeschädigt hervor oder wiesen die Schuld auf ihren bereits 1948 in Landsberg im Zusammenhang mit den Fliegermorden von den Amerikanern hingerichteten Vorgesetzten Trummler.
Das Gericht folgte insbesondere den belastenden Aussagen von Hans Koenen, damals als SS-Untersturmführer Lageberichterstatter der Abteilung III des SD im Stab von Trummler, der als Hauptzeuge gegen Fritsch auftrat. Der auch von anderen ehemaligen Kameraden und Zeugen schwer belastete Fritsch verstrickte sich wiederholt in Widersprüche und äußerte sich im Prozess abschließend wie folgt:

„Ich wollte nicht zum Verräter werden und hatte gehofft, dass die Beteiligten ihre Schuld während der Zeugenvernehmung eingestehen würden. […] Ich war der Überzeugung, Weymar hätte bei einer Gegenüberstellung den Mut, die Sache so zu erzählen, wie sie sich abgespielt hat.“

Fritsch wurde zu einer lebenslangen Zuchthausstrafe verurteilt. Während seiner Haftzeit reichte Fritsch noch mehrmals formale Anzeigen gegen seine SS-Kameraden zum Tathergang beim Schwurgericht Gießen ein, alle angestoßenen Folge-Verfahren wurden jedoch eingestellt. Mehrere Gnadengesuche von Fritsch aus den Jahren 1956–1959 wurden abgelehnt. Fritsch starb 1959 in Haft an einem Krebsleiden.
In einem vielbeachteten Beitrag der Frankfurter Rundschau zum Volkstrauertag 1964 rief der Journalist Karl-Heinz Krumm die Hirzenhainer Ereignisse überregional wieder in Erinnerung. Die hessische Justiz stieß daraufhin erneut Verfahren gegen namentlich bekannte mutmaßliche Beteiligte an, die jedoch später wieder eingestellt wurden.

## Gedenkstätte in Hirzenhain 1945–1959
Nach der Exhumierung der Opfer aus dem Massengrab am 4. Mai 1945 wurden diese zunächst in behelfsmäßigen Särgen an einer Stelle abseits auf dem Hirzenhainer Friedhof bestattet. Auf Einspruch der amerikanischen Armee wurde jedoch am 10. Mai verfügt, dass für die Opfer ordnungsgemäße Särge zu beschaffen seien und eine Beisetzung an einer würdigen Stelle zu erfolgen habe. Zu diesem Zweck wurde ein der Firma Buderus gehörendes Gartengrundstück, zentral im Dorf an der Kreuzung der Bundesstraße 275 und dem Abzweig der Landstraße nach Glashütten gelegen, als Gedenkstätte bestimmt. Diese Anlage, ein großer Gedenkstein mit Kreuz und Tafeln in französischer, englischer, polnischer und deutscher Sprache wurden später von einer im Ort untergebrachten polnischen Legion angelegt und fertiggestellt:

„Hier ruhen in Frieden diejenigen, die die Schrecken der Konzentrationslager erlebt haben. Sie fielen unter den Hieben der Henker am 25. März 1945 [!]. Es war ihnen nicht vergönnt, das Licht der Freiheit aufleuchten zu sehen. Ehre ihrem Andenken! Die polnischen Soldaten des Lagers "WARZAWA" in Hirzenhain 1945.“

Nach der 1952 aktuellen Fassung des Gesetz über die Sorge für die Kriegsgräber Gräbergesetz GräbG, erhalten Wehrmachts- und Waffen-SS-Angehörige sowie deutsche und ausländische Zivilpersonen, die „durch unmittelbare Kriegseinwirkungen […] ihr Leben verloren haben“ ein unbefristetes Ruherecht. Die Einstufung der Hirzenhainer Gestapo-Mordopfer war unscharf und die Umsetzung der Vorgaben Ländersache. Die einschlägigen Verwaltungsvorschriften des Landes Hessen betonten, dass diese Gräber nur bis zum Ablauf der „ortsüblichen Ruhefristen“ (in der Regel 25 bis 30 Jahre für Erwachsene) aus öffentlichen Mitteln gepflegt und dann beseitigt werden können. Auf Initiative des Geschäftsführers Wilhelm Haffke des Volksbund Deutsche Kriegsgräberfürsorge e.V., Landesverband Hessen, nahm der Volksbund 1959 jedoch im Voraus eine Umbettung der Mordopfer in eine neu geschaffene Gedenkstätte im 50 km entfernten Kloster Arnsburg vor. Mit dieser Umbettung wurde ein „unbefristetes Ruherecht“ realisiert. Gleichzeitig begannen aber mit dem Abräumen der Hirzenhainer Gedenkstätte auch die lokalen Erinnerungen an das AEL Hirzenhain und die Gestapo-Morde zu verblassen. Das große Sandsteinkreuz der alten Gedenkstätte steht heute abseits am Waldrand am Ort des Massengrabes. Die vier Gedenktafeln von 1945 sind verschollen.
Das einzige identifizierte Opfer der 87 Morde war die Luxemburgerin Emilie Schmitz; der Nachweis gelang 1959 durch einen forensischen Abgleich des Zahnbildes bei der Umbettung nach Kloster Arnsburg. Die Namen von 58 Frauen, von denen aber nur 49 den Transport nach Hirzenhain antraten und von denen 5 die Flucht gelang, fanden sich auf einer noch vorhandenen Verpflegungsliste der Gestapo-Stelle Frankfurt, doch eine Zuordnung der Namen war nicht möglich. Alle anderen Opfer bleiben für immer unbekannt.

## Entschädigung
Im Jahre 2000 trat die Buderus AG der Stiftungsinitiative der deutschen Wirtschaft zur Entschädigung von NS-Zwangsarbeitern bei, die mit 10 Milliarden Deutsche Mark die Hälfte der Stiftung „Erinnerung, Verantwortung und Zukunft“ finanzierte, um ehemalige Zwangsarbeiter des NS-Regimes zu entschädigen. Seit 2004 ist die Robert Bosch GmbH Rechtsnachfolger der Buderus AG.